# This Way (álbum de Jewel)
This Way (en español: De esta Manera) es el cuarto álbum de estudio de la cantante y compositora Jewel, lanzado en 2001 bajo el sello de Atlantic Records.

## Lista de canciones
Todas las canciones fueron compuestas por Jewel, excepto "Adrian" que fue coescrita por Jewel y Steve Poltz.
| #  | Título                             | Duración |
| -- | ---------------------------------- | -------- |
| 1  | "Standing Still"                   | 4:30     |
| 2  | "Jesus Loves You"                  | 3:20     |
| 3  | "Everybody Needs Someone Sometime" | 4:08     |
| 4  | "Break Me"                         | 4:04     |
| 5  | ""Do You Want to Play"             | 2:55     |
| 6  | "Till We Run Out of Road"          | 4:45     |
| 7  | "Serve the Ego"                    | 4:57     |
| 8  | "This Way"                         | 4:16     |
| 9  | "Cleveland"                        | 4:09     |
| 10 | "I Won't Walk Away"                | 4:45     |
| 11 | "Love Me, Just Leave Me Alone"     | 3:47     |
| 12 | "The New Wild West"                | 4:47     |
| 13 | "Grey Matter"                      | 4:35     |
| 14 | "Sometimes It Be That Way"         | 3:44     |

## Posicionamiento
| Listas (2001-2002)                        | Posición Alcanzada |
| ----------------------------------------- | ------------------ |
| Alemania Album Chart                      | 13                 |
| Australia ARIA Albums Chart               | 6                  |
| Austria Album Chart                       | 35                 |
| Canadian Albums Chart                     | 21                 |
| Scottish Albums                           | 37                 |
| EE.UU Billboard Top Internet Albums       | 5                  |
| EE.UU Billboard Top Album Sales           | 9                  |
| EE.UU Billboard 200                       | 9                  |
| Francia Album Chart                       | 41                 |
| Irish Album Chart                         | 12                 |
| Noruega Album Chart                       | 29                 |
| Nueva Zelanda Albums Chart                | 17                 |
| Países Bajos                              | 15                 |
| Philippines Pop Albums Chart              | 5                  |
| Philippines Rock/Alternative Albums Chart | 1                  |
| Reino Unido                               | 34                 |
| Suecia Album Chart                        | 30                 |
| Swiss Album Chart                         | 14                 |

## Créditos

### Instrumentación
- Jewel - guitarra, voz
- Robbie Buchanan - piano
- Oscar Butterworth - batería
- Charlotte Caffey - piano
- Tim Drummond - bajo
- Mark Howard - bajo
- Spooner Oldham - teclados
- Kristin Wilkinson - cuerdas

### Producción
- Productor: Ben Keith
- Ingenieros: Tim Mulligan, John Nowland
- Asistente de ingenieros: John Dixon, John Mausmann
- Mezcla: Gene Eichelberger, Tim Mulligan, John Nowland
- Masterización: Tim Mulligan
- A & R: Jenny Precio
- Producción de coordinación: Gena Maria Rankin
- Edición digitañ: Tim Mulligan
- Arreglistas: Charlotte Caffey, Jewel
- Director de Arte: John Codling
- Fotografía: Hugh Hales-Tooke